# كريستيان نيلسون
كريستيان نيلسون (بالسويدية: Christian Nilsson)‏ هو لاعب غولف سويدي، ولد في 25 مايو 1979 في كارلستاد في السويد.

## وصلات خارجية
- الموقع الرسمي
- كريستيان نيلسون على موقع رابطة أوروبا للاعبي الغولف المحترفين (الإنجليزية)
- كريستيان نيلسون على موقع التصنيف العالمي الرسمي للغولف (الإنجليزية)